# مارتين برنبورغ
مارتين برنبورغ (بالدنماركية: Martin Bernburg)‏ (23 ديسمبر 1985 بكوبنهاغن في الدنمارك - ) هو لاعب كرة قدم دانمركي في مركز الهجوم. شارك مع منتخب الدنمارك تحت 19 سنة لكرة القدم ومنتخب الدنمارك تحت 20 سنة لكرة القدم ومنتخب الدنمارك تحت 21 سنة لكرة القدم ومنتخب الدنمارك لكرة القدم. أما مع النوادي، فقد لعب مع نادي بروندبي ونادي كوبنهاغن ونادي نوردشيلاند.

## وصلات خارجية
- مارتين برنبورغ على موقع قاعدة بيانات كرة القدم.إي يو (الإنجليزية)
- مارتين برنبورغ على موقع ناشيونال فوتبول تيمز (الإنجليزية)